# Kostel svatého Jakuba Většího (Otruby)
Kostel svatého Jakuba Většího je novogotický filiální kostel v Lidicích u Otrub, místní části města Slaný. Je prohlášen kulturní památkou České republiky.

## Lokace
Kostel se nachází v jihozápadní části katastrálního území Otruby v lokalitě zvané Lidice či Lidický dvůr. Rozkládá se uprostřed hřbitova na návrší.

## Historie

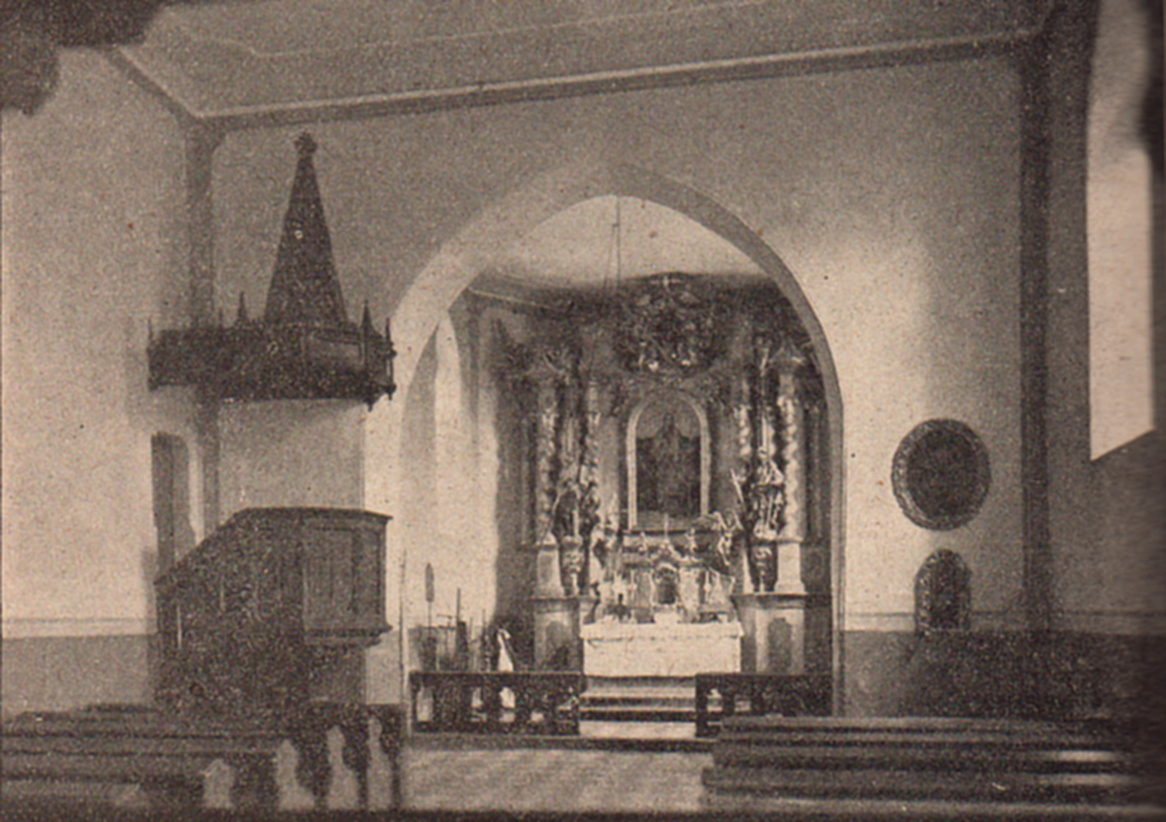
Interiér kostela v roce 1913

První písemná zmínka o zdejším kostele, resp. zdejší plebánii pochází z roku 1352, kdy je zmiňován v registru papežských desátků se zasvěcením svatému Václavovi. Za husitských válek byla ves i s kostelem zničeny. Ves zanikla, ale kostel i dvůr byl obnoven. Kostel byl nově zasvěcen svatému Ondřejovi, toto patrocinium existovalo asi do roku 1835 a poté bylo přeneseno na Jakuba Většího. V 16. století bylo jeho patronem město Slaný, po pobělohorském období patřil k panství Smečno. Původně gotický kostel byl upraven v roce 1780 do barokní podoby. V roce 1880 byla kostelu podle návrhu architekta Achilla Wolfa vrácena gotická podoba a rozšířen hřbitov. Okna byla upravena "na způsob gotický", střecha nad presbytářem byla doplněna sanktusníkem, byla přistavěna sakristie a prolomena zeď na novou kazatelnu. V severozápadním rohu hřbitova se nacházela dřevěná zvonice s kamennou podezdívkou, která však zanikla roku 1843. Nacházely se v ní tři barokní zvony. Ty byly převezeny do panské sýpky ve Slaném a během první světové války zrekvírovány. V posledních letech probíhá postupná obnova kostela.

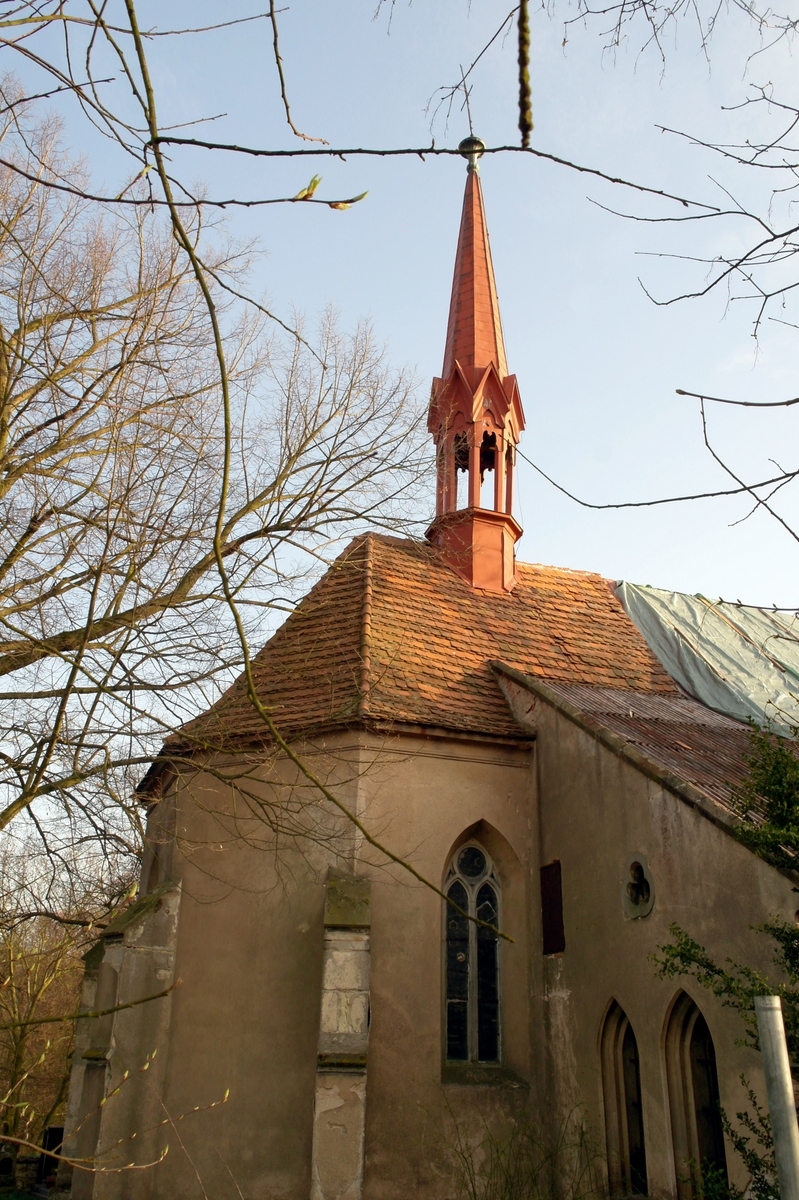
Presbytář kostela se sanktusníkovou věžičkou a přístavbou sakristie

## Architektura
Původně gotický kostel prošel v 18. století barokní úpravou a koncem 19. století byl opět regotizován. Jedná se o jednoduchý jednolodní kostel polygonálně zakončeným kněžištěm. K severní straně kostela přiléhá obdélníková sakristie. Kostel má sanktusníkovou věžičku.
V interiéru se nachází hlavní oltář z 18. století se sochami sv. Petra, sv. Pavla a Nejsvětější Trojice. Oltářní obraz sv. Jakuba pochází z roku 1880 a jeho autorem je František Sequens. Kazatelna podle návrhu hraběcího architekta Achilla Volfa vznikla v rámci novogotických úprav. Do ní byl tehdy přenesen oltářní obraz Čtrnácti sv. pomocníků, který byl původně součástí hlavního oltáře. V lidickém kostelíku byl instalován po r. 1785, kdy byla zrušena kaple se stejným patrociniem (čtrnácti pomocníkú) poblíž Slaného.

## Současnost
Oltářní obraz Čtrnácti sv. pomocníků je dnes součástí expozice slánského muzea.
O rekonstrukci kostela usiluje spolek Wotrubia. V kostele se pořádají koncerty, jichž výtěžek je určen na záchranu památky.